# Dick's Picks Volume 4
Dick's Picks Volume 4 je koncertní album skupiny Grateful Dead. Jedná se o čtvrtou část série Dick's Picks. Jedná se o trojalbum nahrané ve dnech 13. a 14. února 1970 ve Fillmore East v New Yorku. Album vyšlo v roce 1996 u Grateful Dead Records.

## Seznam skladeb
| Disk 1 | Disk 1                | Disk 1                                                 | Disk 1 |
| Pořadí | Název                 | Autor                                                  | Délka  |
| ------ | --------------------- | ------------------------------------------------------ | ------ |
| 1.     | Introduction          | Zacherle                                               | 1:51   |
| 2.     | Casey Jones           | Garcia, Hunter                                         | 4:29   |
| 3.     | Dancing in the Street | Stevenson, Gaye, I. Hunter                             | 9:30   |
| 4.     | China Cat Sunflower   | Garcia, Hunter                                         | 5:09   |
| 5.     | I Know You Rider      | traditional                                            | 5:04   |
| 6.     | High Time             | Garcia, Hunter                                         | 6:51   |
| 7.     | Dire Wolf             | Garcia, Hunter                                         | 4:23   |
| 8.     | Dark Star             | Garcia, Hart, Kreutzmann, Lesh, McKernan, Weir, Hunter | 29:41  |

| Disk 2 | Disk 2                      | Disk 2        | Disk 2 |
| Pořadí | Název                       | Autor         | Délka  |
| ------ | --------------------------- | ------------- | ------ |
| 1.     | That's It for the Other One | Grateful Dead | 30:07  |
| 2.     | Turn On Your Love Light     | Malone, Scott | 30:27  |

| Disk 3 | Disk 3                          | Disk 3                     | Disk 3 |
| Pořadí | Název                           | Autor                      | Délka  |
| ------ | ------------------------------- | -------------------------- | ------ |
| 1.     | Alligator                       | Lesh, McKernan, Hunter     | 3:55   |
| 2.     | Drums                           | Hart, Kreutzmann           | 12:31  |
| 3.     | Me and My Uncle                 | Phillips                   | 3:14   |
| 4.     | Not Fade Away                   | Holly, Petty               | 13:56  |
| 5.     | Mason's Children                | Garcia, Lesh, Weir, Hunter | 3:53   |
| 6.     | Caution (Do Not Stop On Tracks) | Grateful Dead              | 14:25  |
| 7.     | Feedback                        | Grateful Dead              | 8:40   |
| 8.     | We Bid You Goodnight            | traditional                | 2:00   |

## Sestava
- Jerry Garcia – sólová kytara, zpěv
- Bob Weir – rytmická kytara, zpěv
- Phil Lesh – basová kytara, zpěv
- Ron „Pigpen“ McKernan – Hammondovy varhany, perkuse, zpěv
- Mickey Hart – bicí
- Bill Kreutzmann – bicí